# Comuna Sălciua, Alba
Sălciua (în maghiară: Alsószoltsva, în germană: Sundorf) este o comună în județul Alba, Transilvania, România, formată din satele Dealu Caselor, Dumești, Sălciua de Jos (reședința), Sălciua de Sus, Sub Piatră și Valea Largă.

## Date geografice
Comuna Sălciua este situată în partea de nord a județului Alba, pe valea Arieșului, la o distanță de aproximativ 100 km de municipiul Alba Iulia (reședința județului) și la 15 km de Baia de Arieș, orașul cel mai apropiat, pe drumul național DN 75: Câmpeni - Sălciua - Turda.
Așezată în bazinul mijlociu al Arieșului, între Munții Trascău și Muntele Mare, într-un bazin depresionar, are un relief specific de munte, dezvoltat pe calcare și șisturi cristaline. Altitudinea variază între 700 și 1400 m. Lunca largă a Arieșului este propice agriculturii, aici aflându-se întinse suprafețe cultivate, ceea ce i-a atras denumirea de "Bărăganul Munților Apuseni".
Varietatea reliefului carstic, prin spectaculozitatea sa, a florei și faunei, precum și caracteristicile climatice o fac atractivă din punct de vedere turistic. De asemenea, în satul Valea Largă există o biserică de lemn monument istoric.

## Demografie
Componența etnică a comunei Sălciua
     Români (95,75%)
     Alte etnii (4,25%)
Componența confesională a comunei Sălciua
     Ortodocși (94,18%)
     Alte religii (1,18%)
     Necunoscută (4,64%)
Conform recensământului efectuat în 2021, populația comunei Sălciua se ridică la 1.271 de locuitori, în scădere față de recensământul anterior din 2011, când fuseseră înregistrați 1.428 de locuitori. Majoritatea locuitorilor sunt români (95,75%). Din punct de vedere confesional, majoritatea locuitorilor sunt ortodocși (94,18%), iar pentru 4,64% nu se cunoaște apartenența confesională.

## Politică și administrație
Comuna Sălciua este administrată de un primar și un consiliu local compus din 9 consilieri. Primarul, Vasile Lombrea[*], de la Partidul Național Liberal, este în funcție din 2004. Începând cu alegerile locale din 2024, consiliul local are următoarea componență pe partide politice:
|  | Partid                          | Consilieri | Componența Consiliului | Componența Consiliului | Componența Consiliului | Componența Consiliului | Componența Consiliului |
|  | ------------------------------- | ---------- | ---------------------- | ---------------------- | ---------------------- | ---------------------- | ---------------------- |
|  | Partidul Național Liberal       | 5          |                        |                        |                        |                        |                        |
|  | Partidul Social Democrat        | 2          |                        |                        |                        |                        |                        |
|  | Alianța pentru Unirea Românilor | 1          |                        |                        |                        |                        |                        |
|  | Uniunea Salvați România         | 1          |                        |                        |                        |                        |                        |

## Istorie
În 1925, mai multe familii de români din Sălciua au fost duse în Banat, unde au întemeiat localitatea Sălciua Nouă (azi în județul Timiș).

## Date economice
- Reprezintă un centru important de creștere a animalelor și dispune de izvoare de apă minerală.
- Comună cunoscută pentru târgurile de vite la care vin crescători de animale din intreaga zonă a Apusenilor.

## Transporturi
Stație de cale ferată a Mocăniței (în prezent inactivă). Halta este înscrisă pe lista monumentelor istorice din județul Alba, elaborată de Ministerul Culturii si Patrimoniului Național din România în anul 2010 (cod: AB-II-m-B-20914.08).

## Atracții turistice
- Biserica de lemn "Cuvioasa Paraschiva" din satul Sub Piatră, construcție 1797, monument Istoric
- Biserica de lemn din satul Valea Largă, construcție 1782, monument istoric
- Mănăstirea de Sub Piatră din satul Sălciua de Jos, construcție secolul al XV-lea, monument istoric
- Rezervația naturală "Vânătările Ponorului", satul Dumești
- Peștera "Huda lui Papară"
- Cascada "Șipote"
- Monumentul Eroilor din Sălciua de Jos
- Rezervația naturală "Peștera Poarta Zmeilor" din satul Sub Piatră

## Imagini

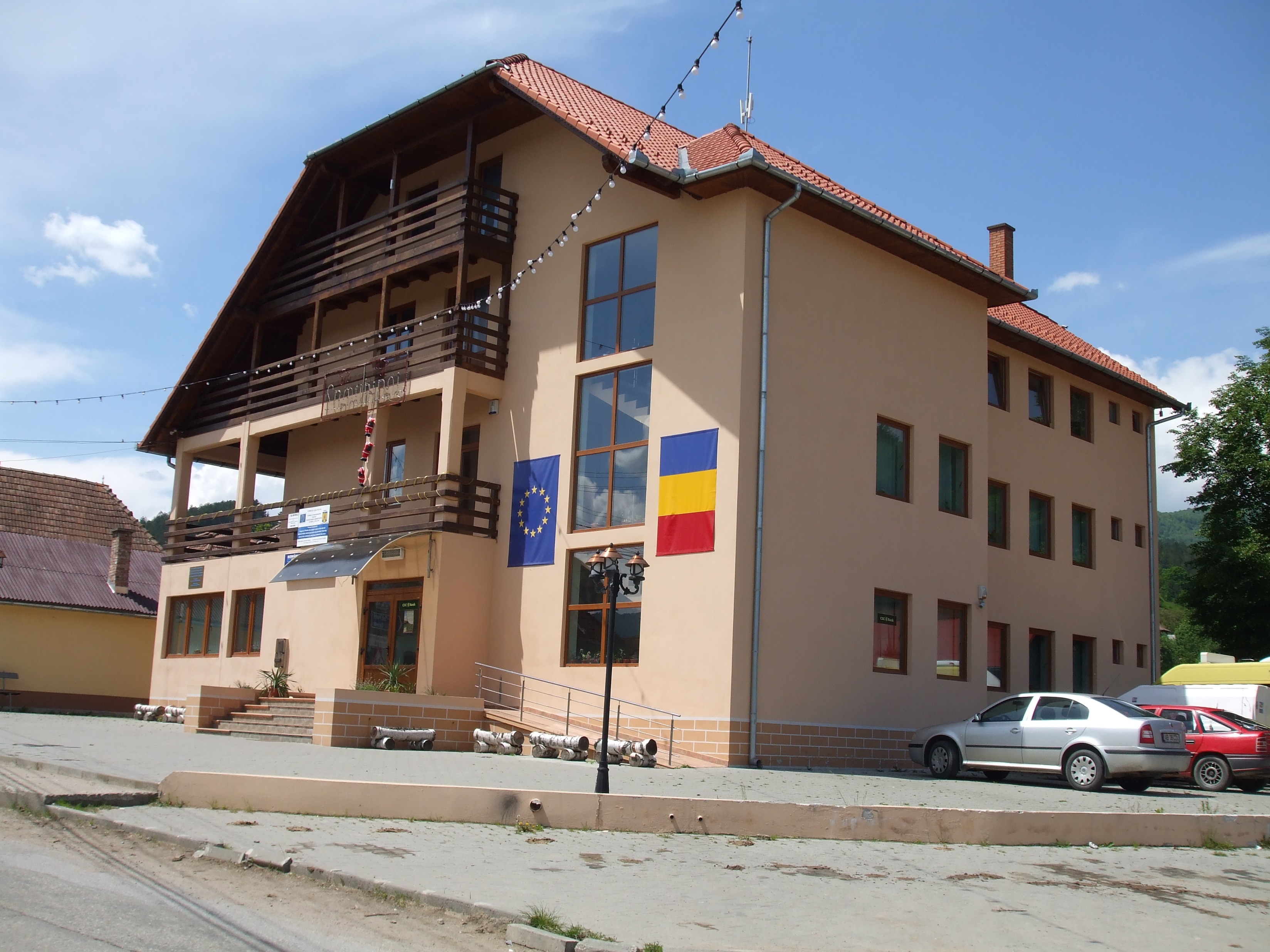
Primăria Sălciua
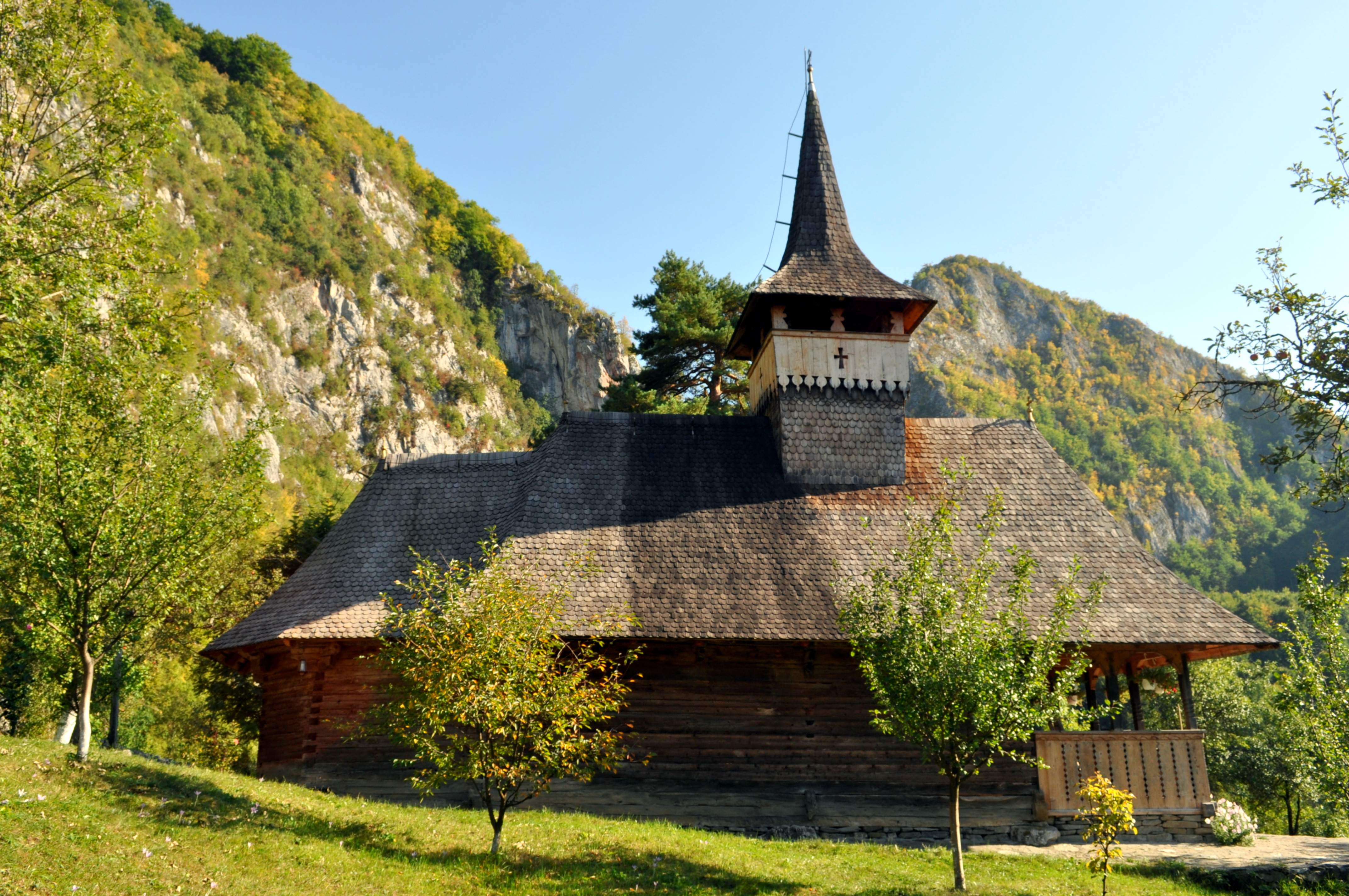
Biserica de lemn „Cuvioasa Paraschiva" din satul Sub Piatră
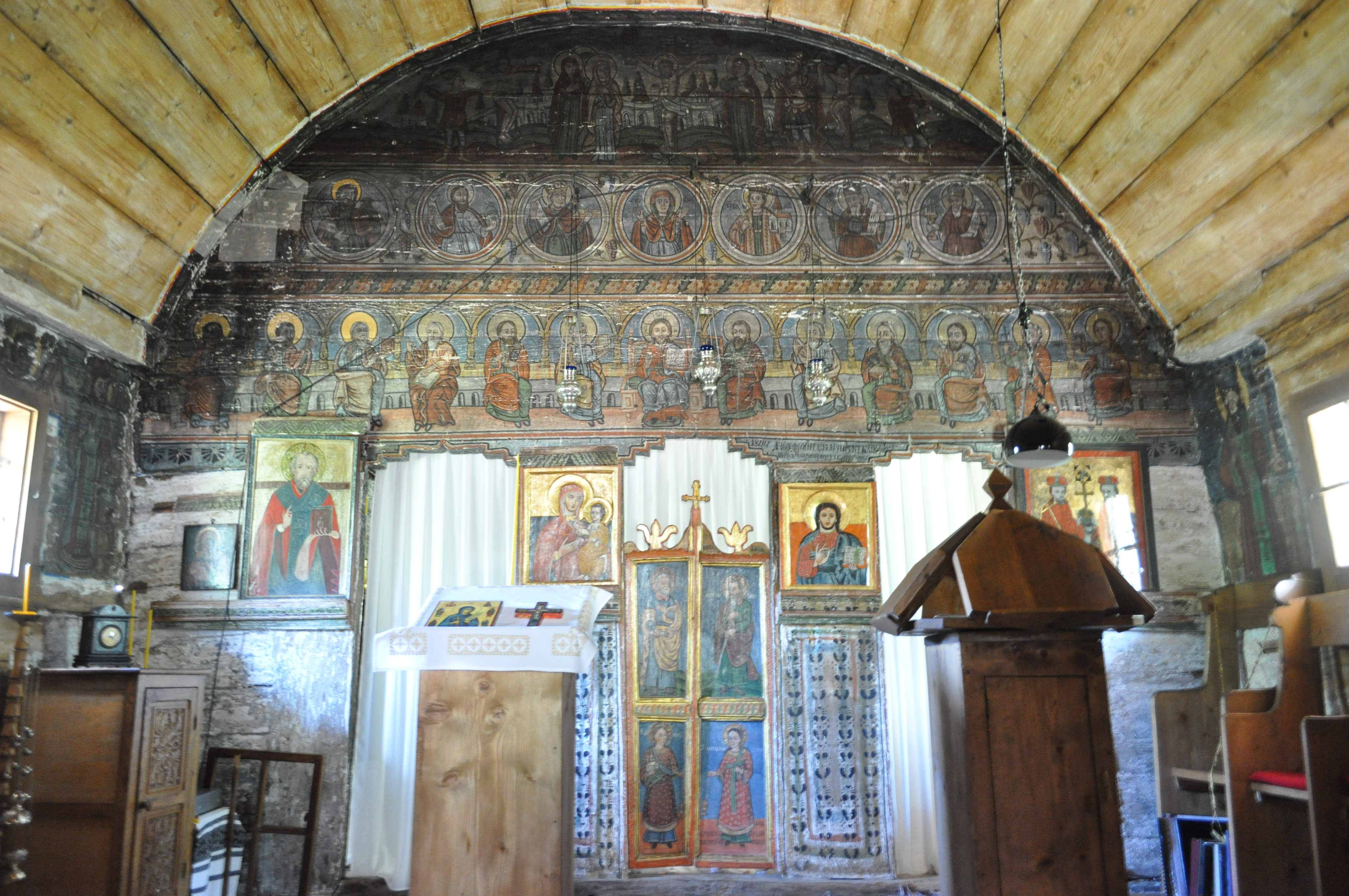
Biserica de lemn „Cuvioasa Paraschiva" din satul Sub Piatră
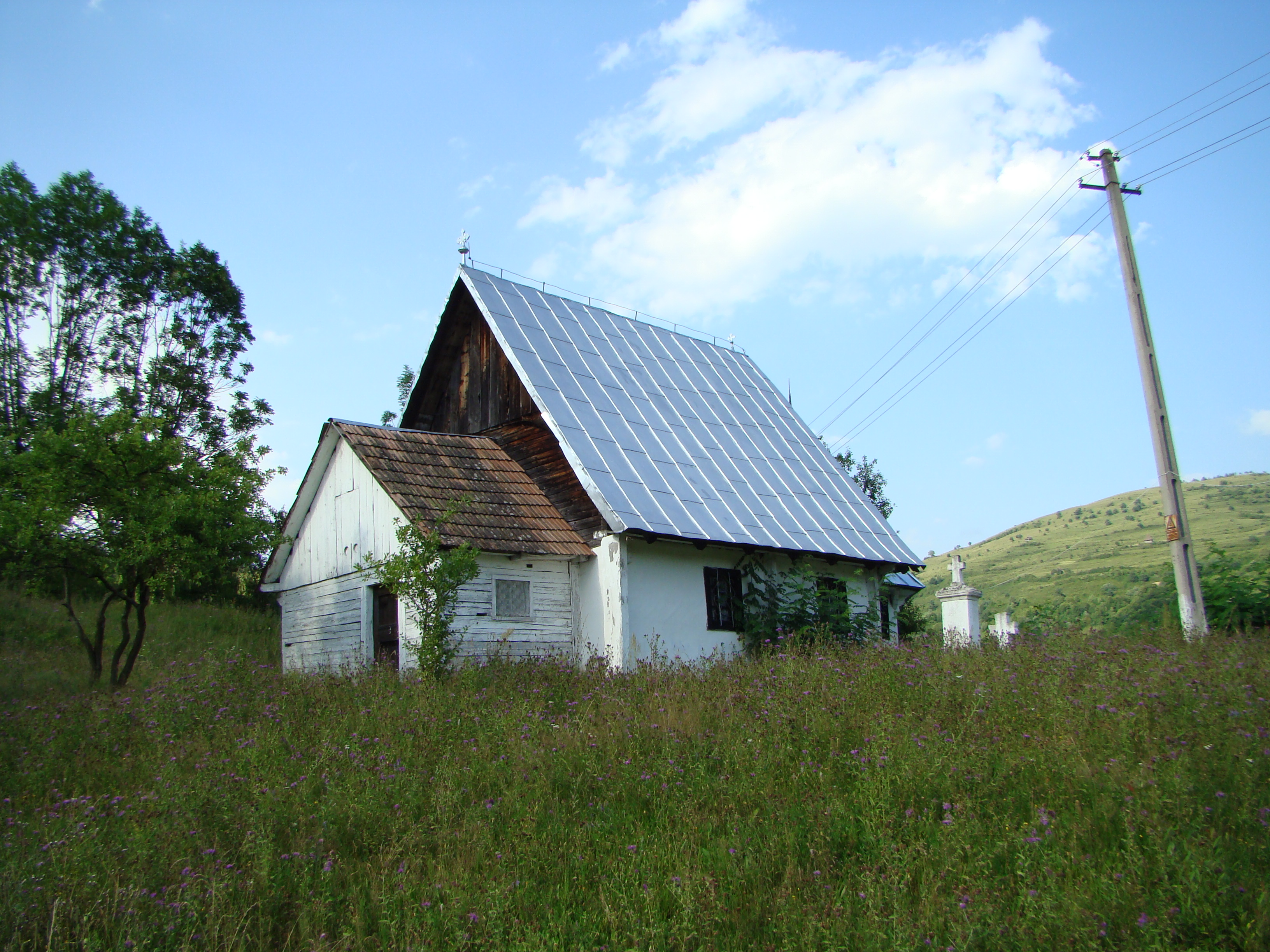
Biserica de lemn din Valea Largă
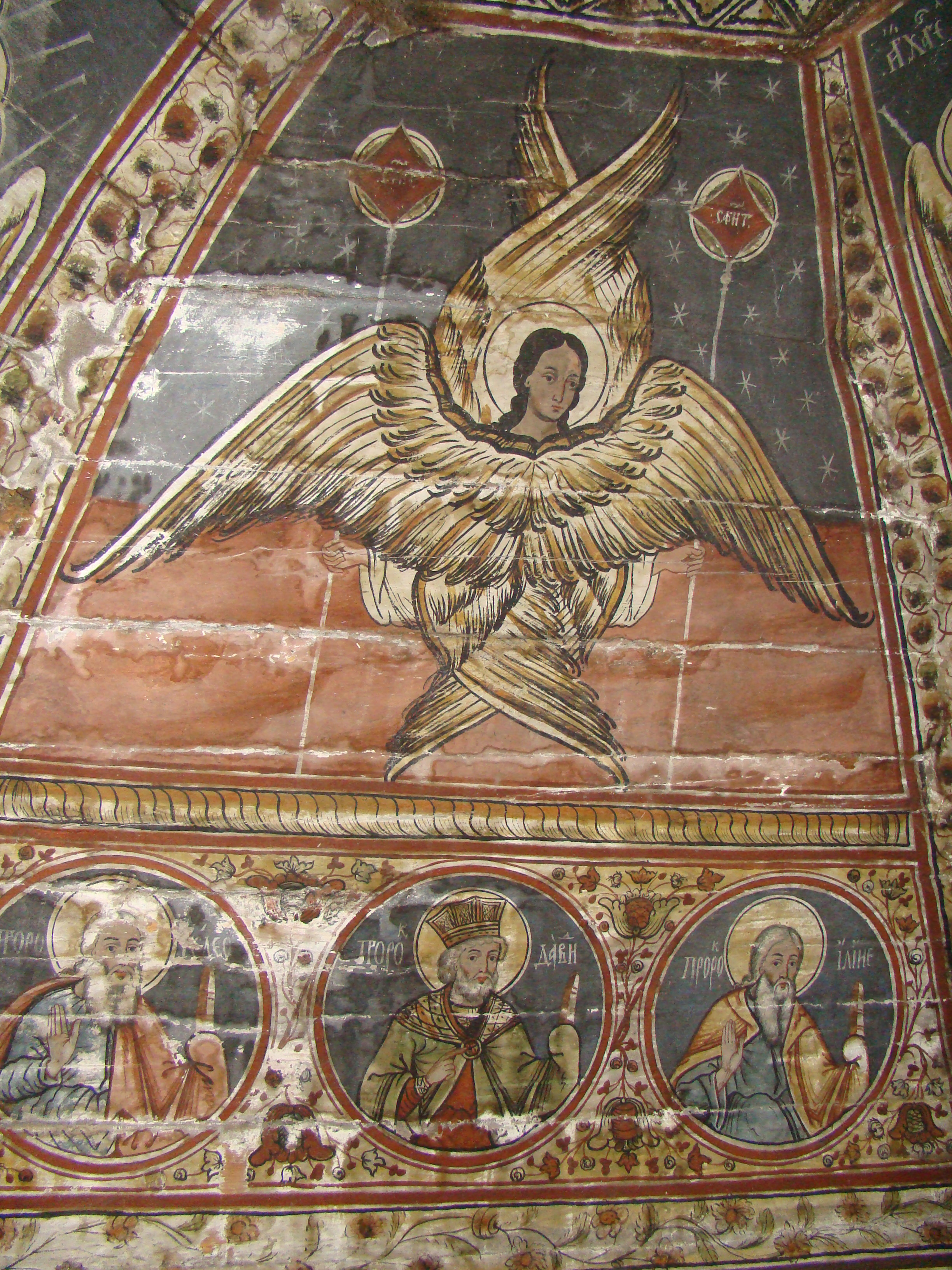
Interiorul bisericii din Valea Largă
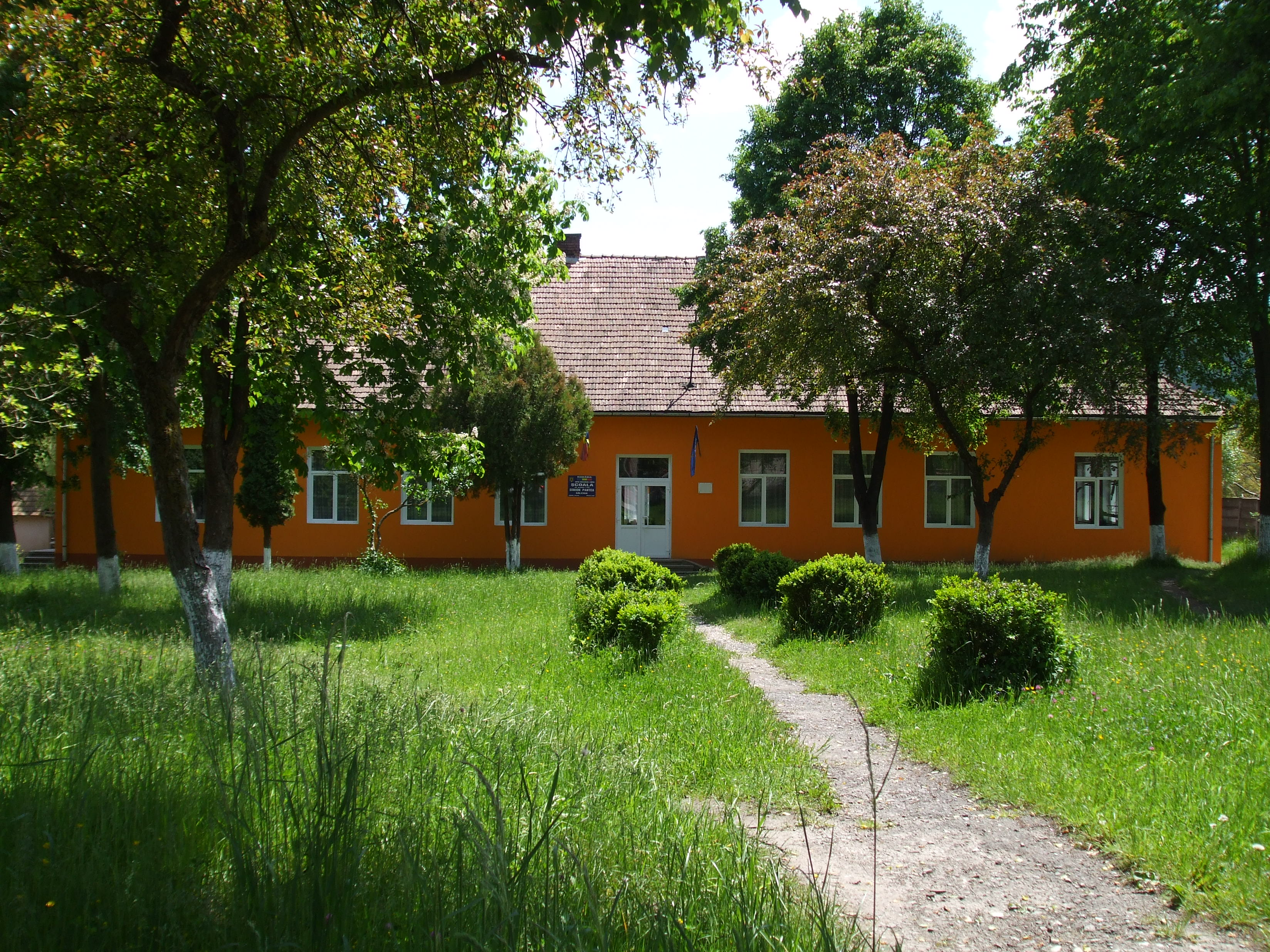
Şcoala generală din Sălciua
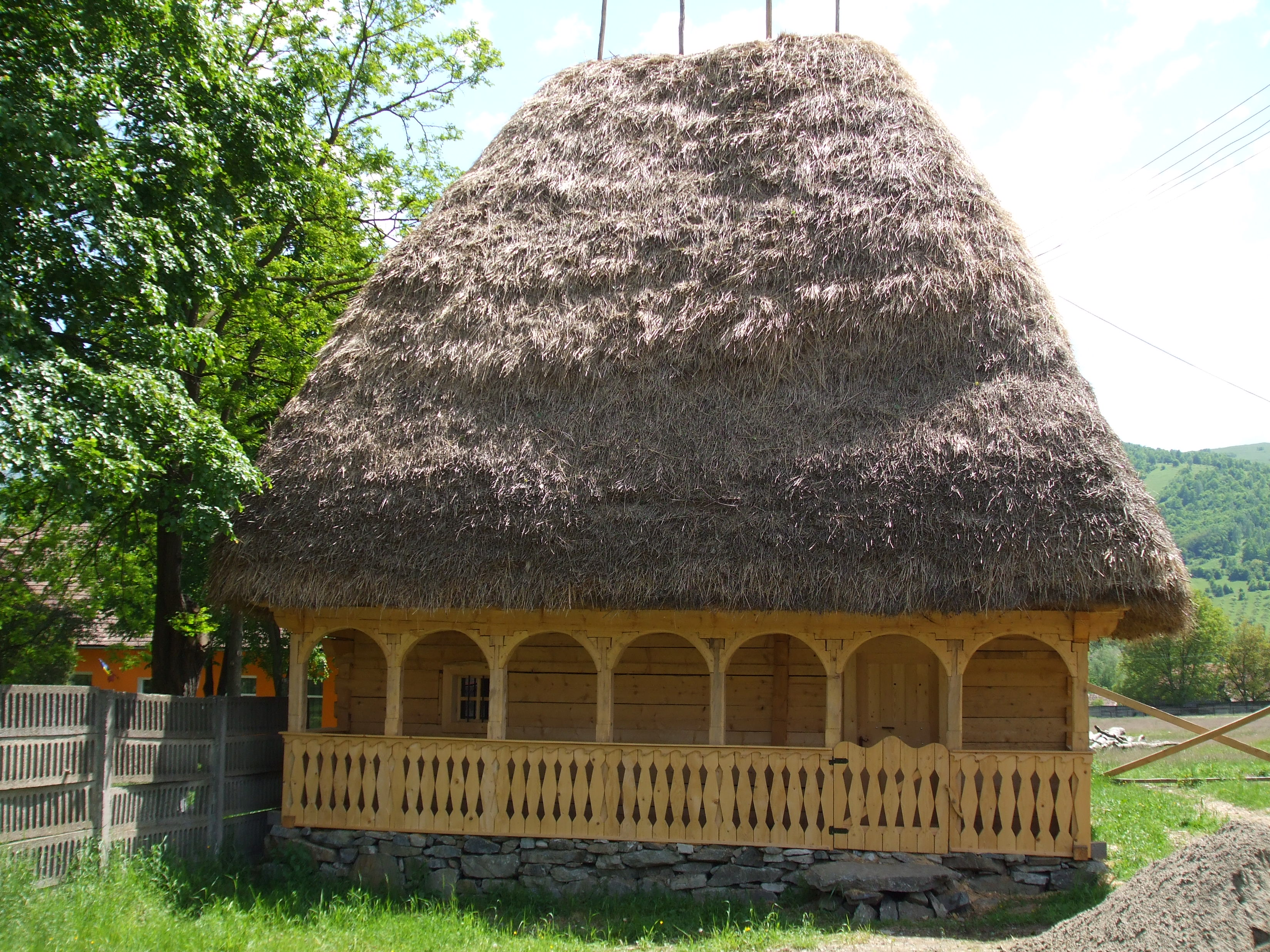
Casă tradiţională, vedere din faţă
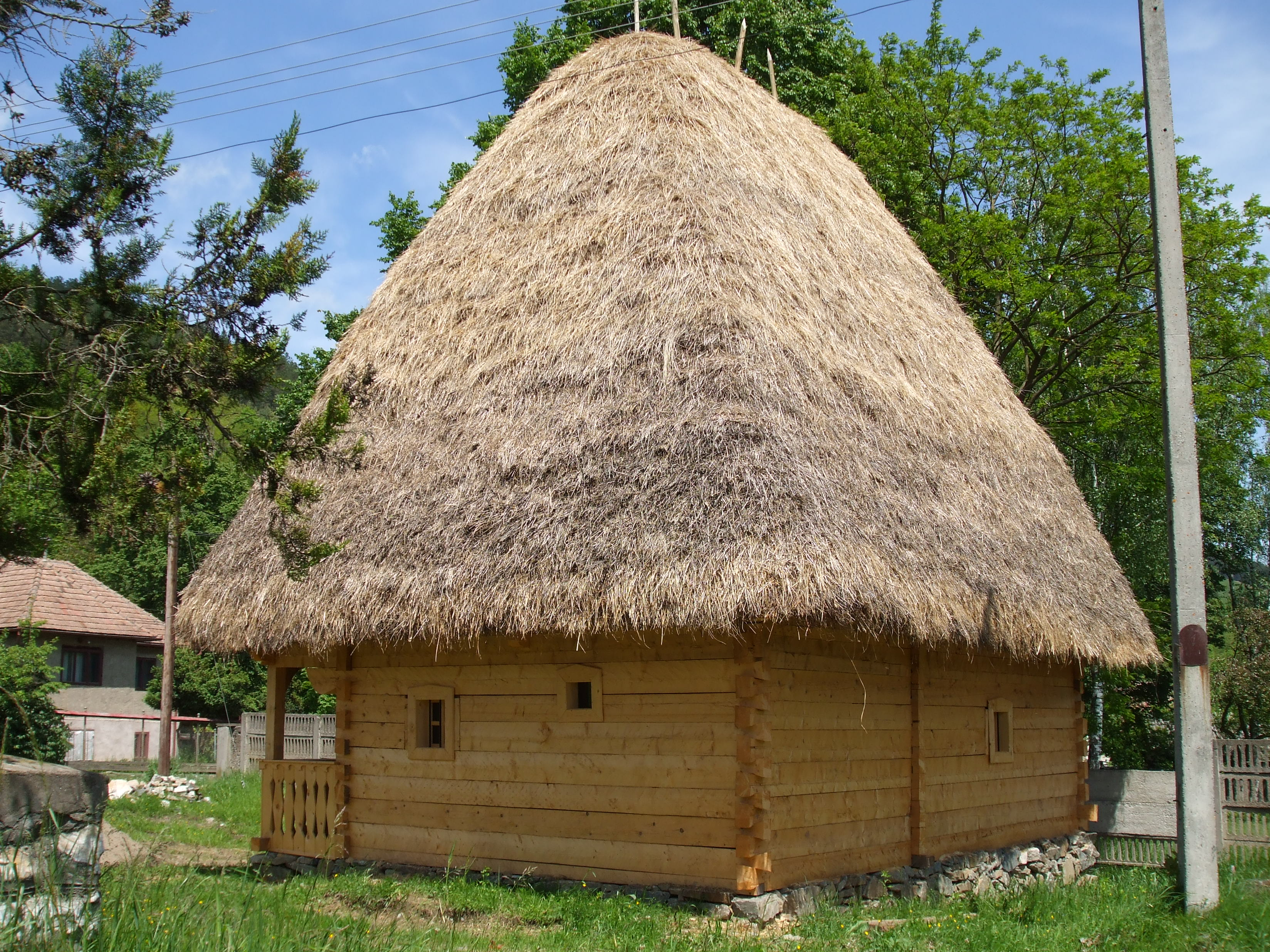
Casă tradiţională, vedere laterală
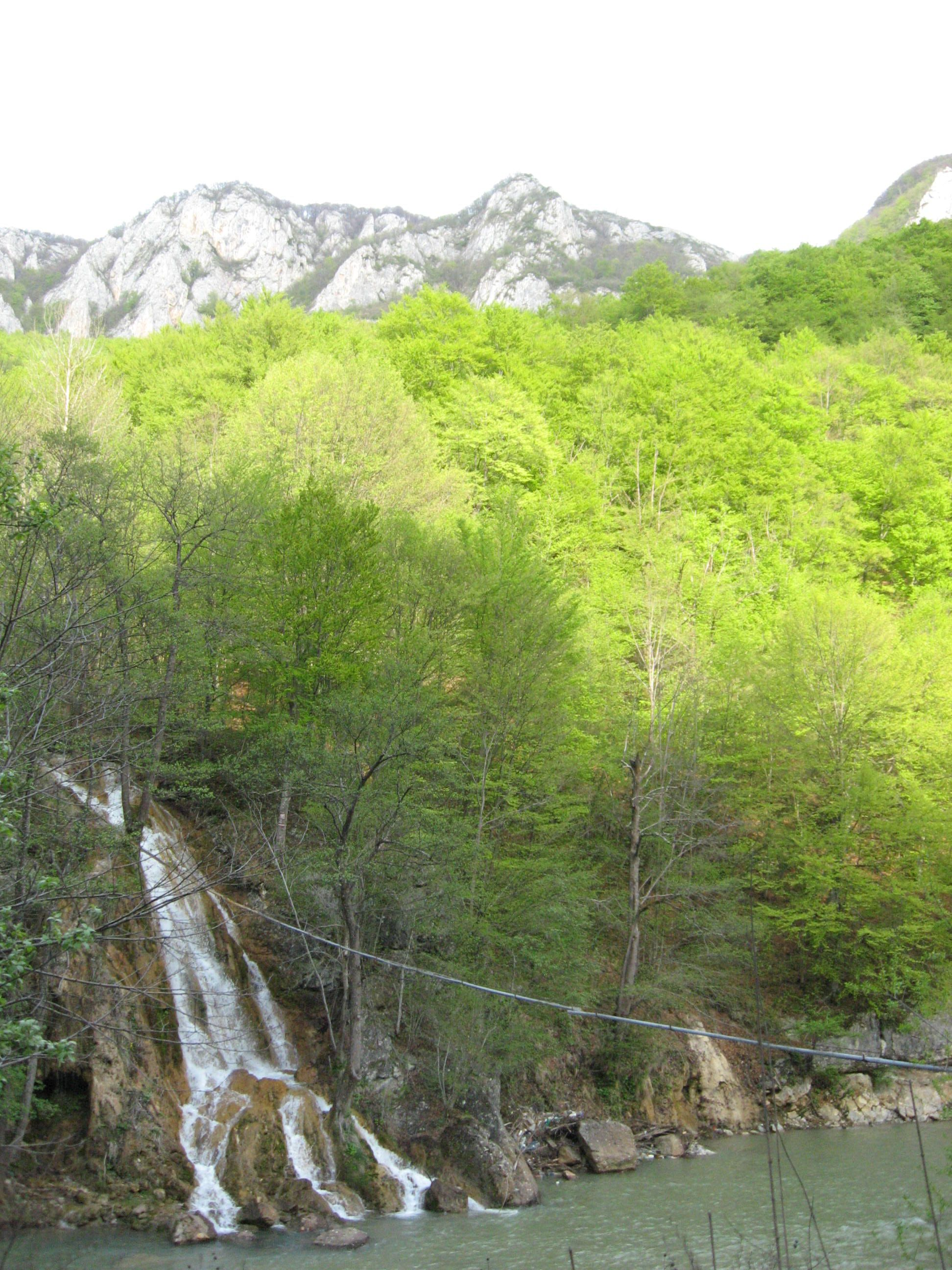
Cascada Șipote
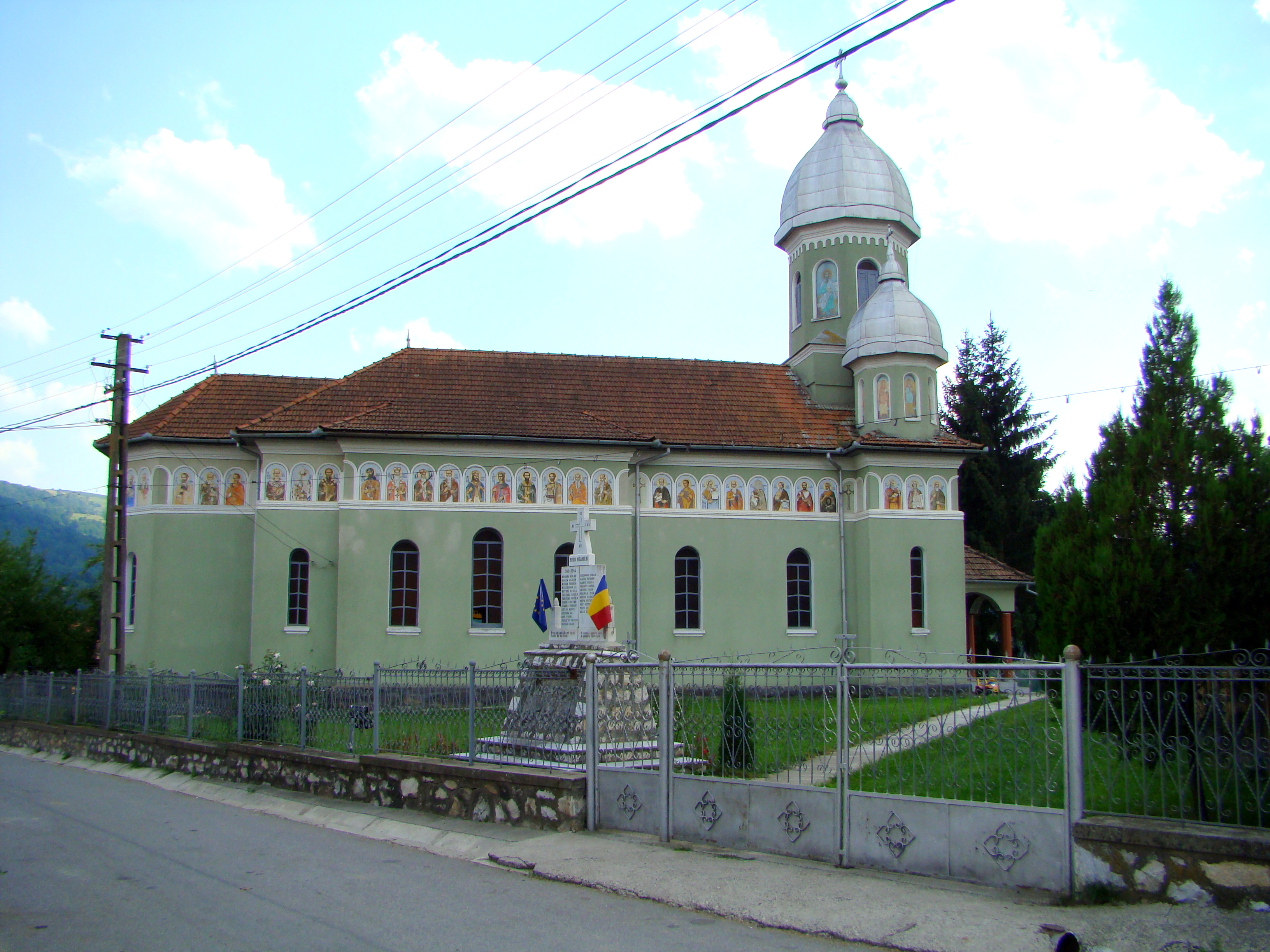
Biserica din Sălciua de Jos și Monumentul eroilor
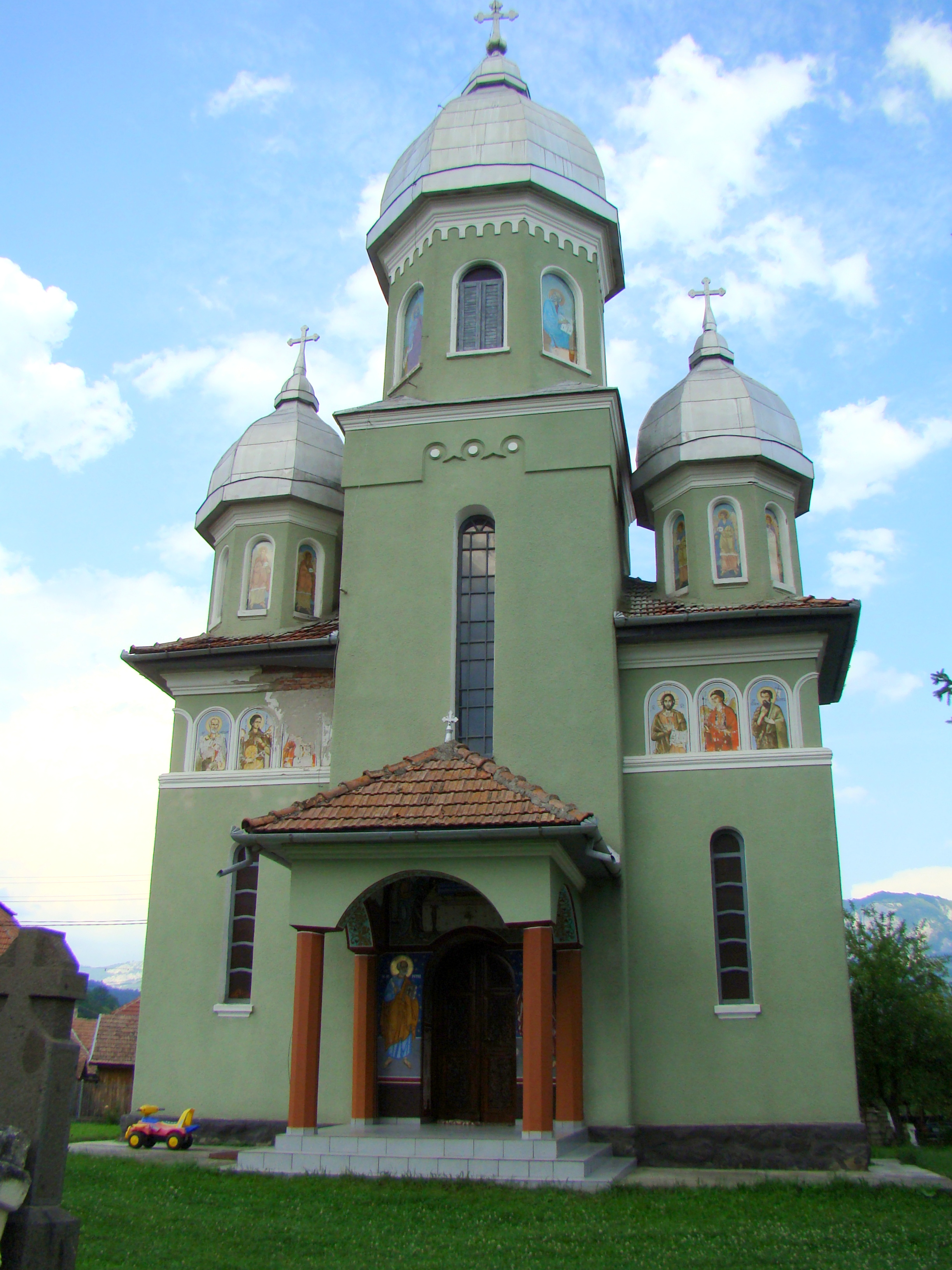
Biserica din Sălciua de Jos
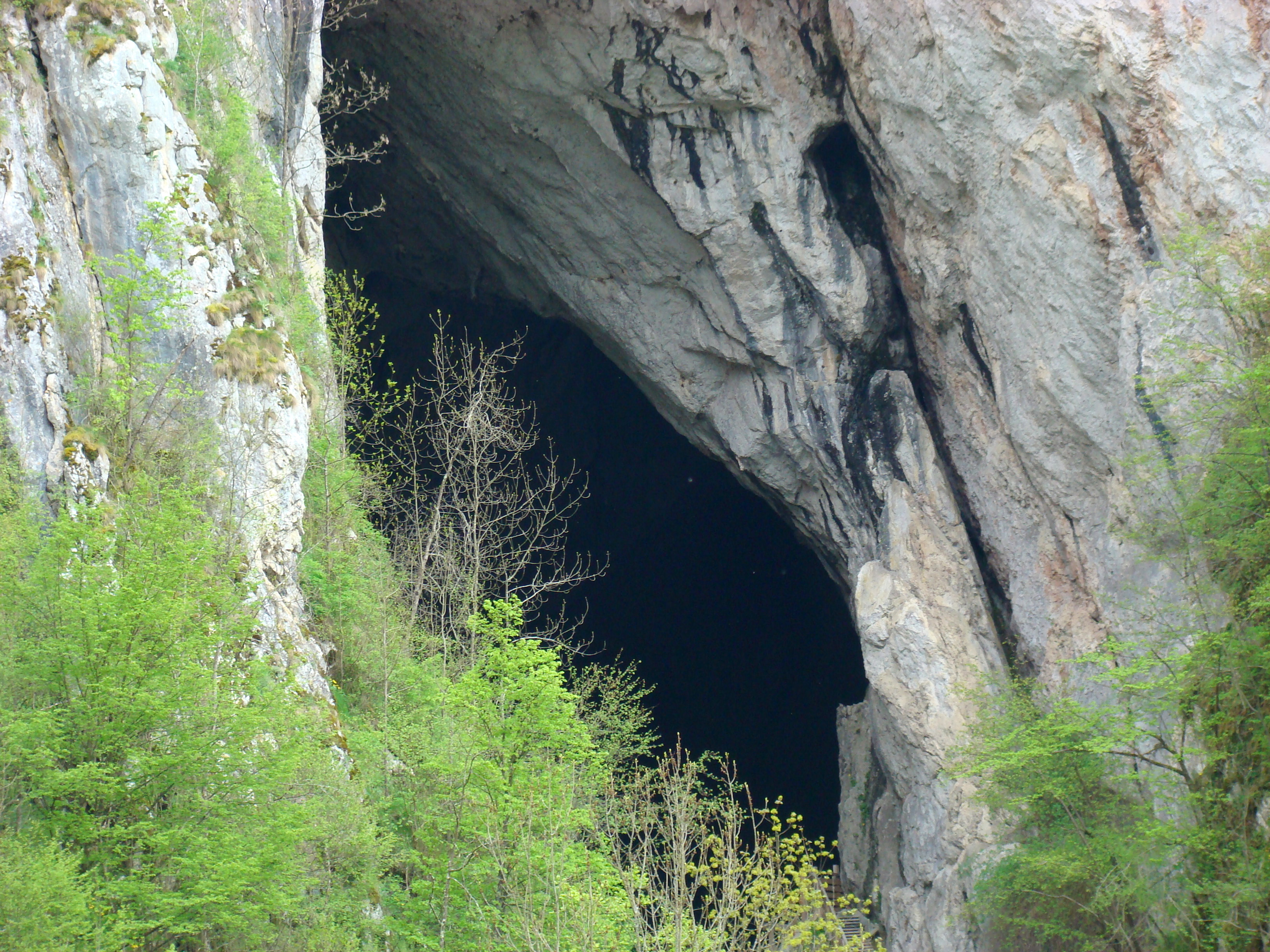
Peștera Huda lui Papară
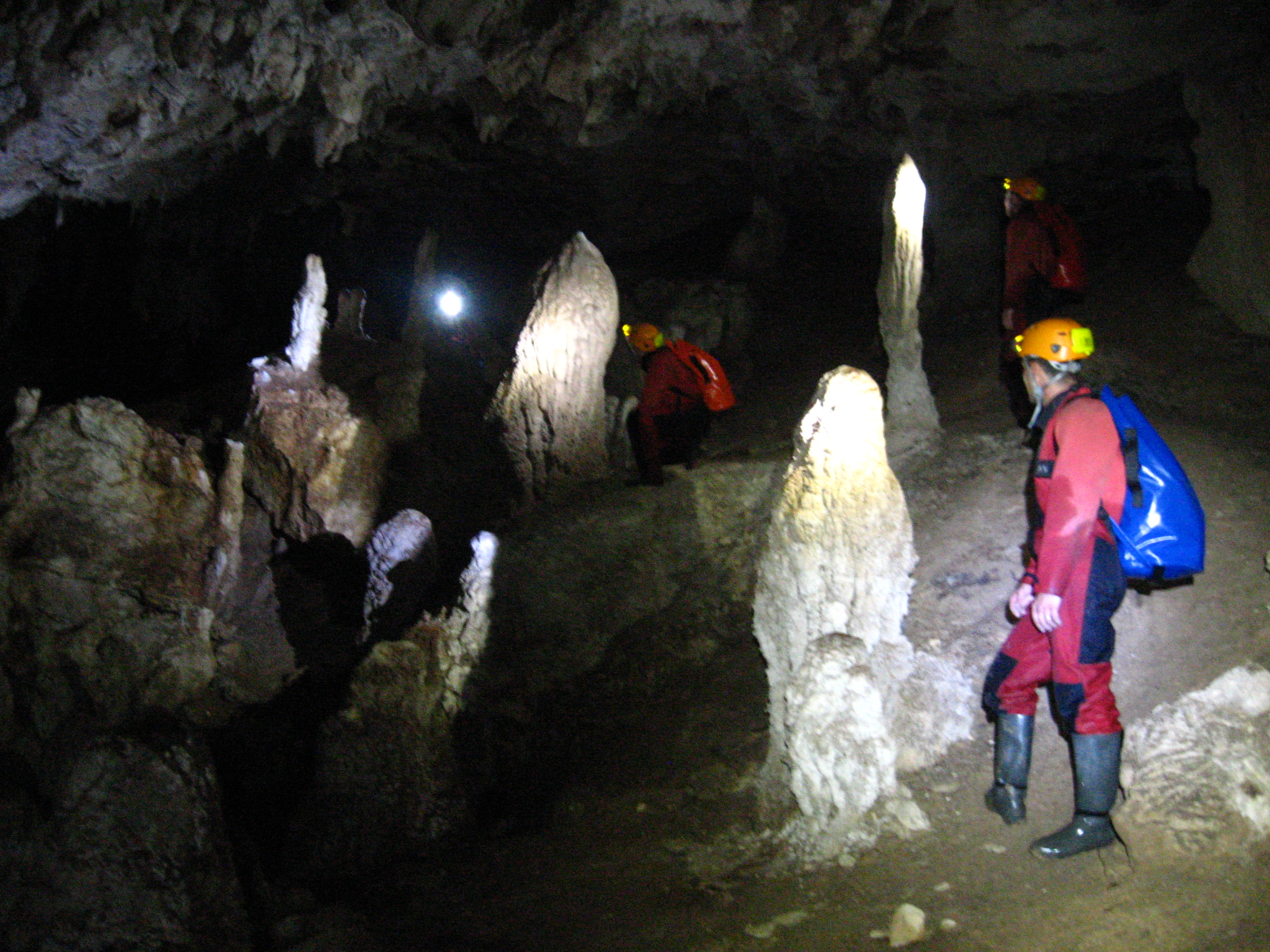
Peștera Huda lui Papară
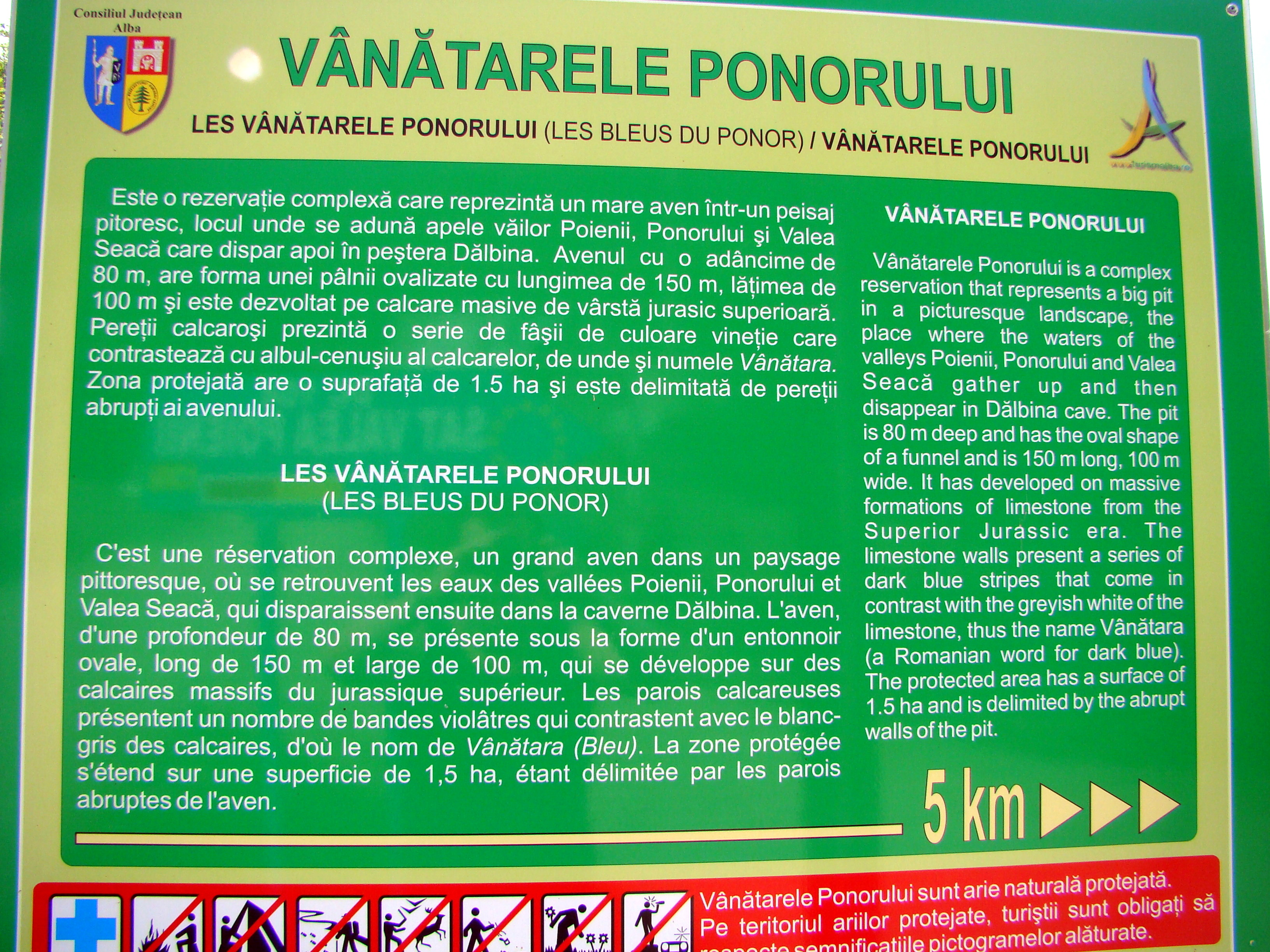
Vânătările Ponorului (panoul informativ)